# Солоне Озеро
Соло́не О́зеро (до 1945 року — Тоганаш, крим. Toğanaş) — село Джанкойського району Автономної Республіки Крим. Підпорядковане Єрмаківській сільській раді. Населення становить 1 033 особи.

## Географія
Солоне Озеро — велике село на півночі району, в Кримському степу, на виступаючому в Сиваш півострові, однойменна перша залізнична станція при в'їзді в Крим, висота над рівнем моря — 14 м. Найближчі села: Мілководне за 1,5 км на захід, Копані за 3,5 км на південь та Єрмакове за 2,5 км на південний схід. Відстань до райцентру — 18 км по залізниці або близько 22 кілометрів по шосе.

## Історія
На околиці Солоного Озера досліджені поселення доби міді, бронзи і скіфського періоду. На території сільради розкопано скіфський курган з двома кам'яними склепами (IV ст. до нашої ери).
Перша документальна згадка села зустрічається в Камеральному Описі Криму … 1784 року, судячи з якої, в останній період Кримського ханства Тоганеш входив до Діп Чонгарський кадилик Карасубазарського каймакамства.
Після приєднання Криму до Російської імперії (8) 19 квітня 1783 , (8) 19 лютого 1784 року, іменним указом Катерини II сенату, на території колишнього Кримського Ханства була утворена Таврійська область і село було приписане до Перекопського повіту . Після Павловських реформ, з 1796 по 1802 рік, входило в Перекопський повіт Новоросійської губернії. За новим адміністративним поділом, після створення 8 (20) жовтня 1802 Таврійської губернії , Біюк-Таганаш був включений до складу Біюк-Тузакчинської волості Перекопського повіту.
На 1805 рік, в селі Біюк-Таганаш числилося 23 двори, 134 кримських татар та 11 ясир. На військово-топографічної карті 1817 року позначений один Таганаш з 16 дворами. Фактично, продовжували існувати два села: після реформи волосного поділу 1829 року Біюк-Таганаш, згідно «Відомостей про казенні волості Таврійської губернії 1829» , залишився у складі Тузакчинської волості . Потім, мабуть, внаслідок еміграції кримських татар в Туреччину, село помітно спорожніло і на карті 1842 року  Біюк Тогонаш  позначений умовним знаком «мале село», тобто, менше 5 дворів.
У 1860-х роках, після земської реформи Олександра II, село приписали до Байгончецької волості того ж повіту. У  «Списку населених місць Таврійської губернії за відомостями 1864 року» , складеному за результатами VIII ревізії 1864 року, Біюк-Тоганаші — власницьке татарське село з 1 двором і 7 жителями при колодязях. Згідно «Пам'ятної книжки Таврійської губернії за 1867 рік», село Біюк-Тоганаші було покинуте в 1860—1864 роках, внаслідок еміграції кримських татар, особливо масової після Кримської війни 1853—1856 років, в Туреччину і  залишалося в руїнах. На триверстовій мапі 1876 року при новій залізниці позначена станція Тогонаш (відкрита в 1874 році ) з казармою, водокачкою, але без постійних жителів. Не значиться поселення і в «Пам'ятній книзі Таврійської губернії 1889 року», хоча відомо, що до 1892 року це була найбільша в північному Криму залізнична станція .
Після земської реформи 1890 року Таганаш віднесли до Богемської волості. У  «… Пам'ятній книжці Таврійської губернії за 1892 рік»  у відомостях про Богемську волость ніяких даних про село, крім назви, не наведено. Перепис 1897 року зафіксував в селищі 1321 чол, з них 990 православних і 156 юдеїв. За  «… Пам'ятною книжкою Таврійської губернії на 1900 рік»  в селищі Таганаш значилося 1060 жителів у 110 дворах. У Статистичному довіднику Таврійської губернії 1915 року в Богемській волості Перекопського повіту значаться: як одне селище Біюк і Кучук Таганаш і як одне село Біюк і Кучук Таганаш (вакуф) .
Після встановлення в Криму Радянської влади, за постановою Кримревкома від 8 січня 1921 № 206 «Про зміну адміністративних кордонів» була скасована волосна система і в складі Джанкойського повіту був створений Джанкойський район. У 1922 році повіти перетворили в округу. 11 жовтня 1923, згідно з постановою ВЦВК, до адміністративний поділ Кримської АРСР були внесені зміни, в результаті яких округи були ліквідовані, основний адміністративною одиницею став Джанкойський район і село включили до його складу. Згідно Списку населених пунктів Кримської АРСР за Всесоюзним переписом від 17 грудня 1926 року, село і станція Таганаш входили до складу Таганашської сільради Джанкойського району .
У 1944 році, після звільнення Криму від фашистів, згідно
Постанови ДКО № 5859 від 11 травня 1944, 18 травня кримські татари були депортовані в Середню Азію.
Указом Президії Верховної Ради РРФСР від 21 серпня 1945 Таганаш був перейменований в Солоне Озеро і Таганашська сільрада — в Соленоозерну. У наступні роки сільрада була скасована і село включили до складу Медведівської, а з 1977 року — Єрмаківської сільради .